# Jauzé

Jauzé este o comună în departamentul Sarthe, Franța. În 2009 avea o populație de 95 de locuitori.